# Israel Conradi
Israel Conradi  (* 19. Oktober 1634 in Danzig; † 28. Juni 1715 ebenda) war ein polnischer Arzt, Philosoph, Dichter und Naturforscher, der 1677 ein Buch über seine Experimente zur Kälte veröffentlichte, bei denen er auch die Unterkühlung von Wasser entdeckt hatte.

## Leben
Conradi stammt aus der ab 1472 in Danzig ansässigen Familie Conrad. Er war der erste der Familie, der sich Conradi nannte und studierte Medizin an der Universität Leiden. Conradi war Zisterzienser-Mönch im Kloster Oliva bei Danzig und lehrte dort Philosophie. 1670 versuchte er in Danzig eine Forschungsvereinigung zu gründen und berief mehrere Gelehrte zusammen, denen er beispielsweise über die Wärme und Kälte vortrug. Nach Conradis Tod endeten diese Zusammenkünfte. Obwohl diese Gelehrtengesellschaft letztlich keinen Bestand hatte, wird der frühe Anlauf zur Gründung einer wissenschaftlichen Gesellschaft als bedeutende Leistung Conradis gezählt, die ihn als fortschrittlichen Wissenschaftler auszeichnet. 1707 veröffentlichte Conradi ein Traktat über das Wesen der Seele, die er als ein von Gott erschaffenes Licht beschrieb.
Sein Sohn Gottfried von Conradi (1667–1733) war zunächst Hauptmann und später Major der Stadtgarnison und wurde in den Adelsstand erhoben. Dessen Sohn Eduard Friedrich von Conradi (1713–1799) wurde 1793 Bürgermeister von Danzig. Karl Friedrich von Conradi (* 25. Juni 1742;
† 12. September 1798) war sein Sohn.